# Nguyễn-Dynastie

Dynastieflagge von etwa 1920 bis 1945

Standarte des Kaisers: Drache auf goldenem Grund

Siegel der Dynastie

Die Nguyễn-Dynastie (vietnamesisch: Nhà Nguyễn; Hán Nôm: 家阮, Nguyễn triều; Hán Tự: 阮朝) war die letzte vietnamesische Kaiserdynastie. Sie regierte von 1802 bis 1945, ab 1883 allerdings machtlos unter französischer Oberherrschaft. Nguyễn Phúc ist dabei der Familienname der Kaiser. Die Hauptstadt des zunächst Việt Nam und später Đại Nam genannten Reiches war Huế.

## Geschichte

### Entstehung und Aufstieg

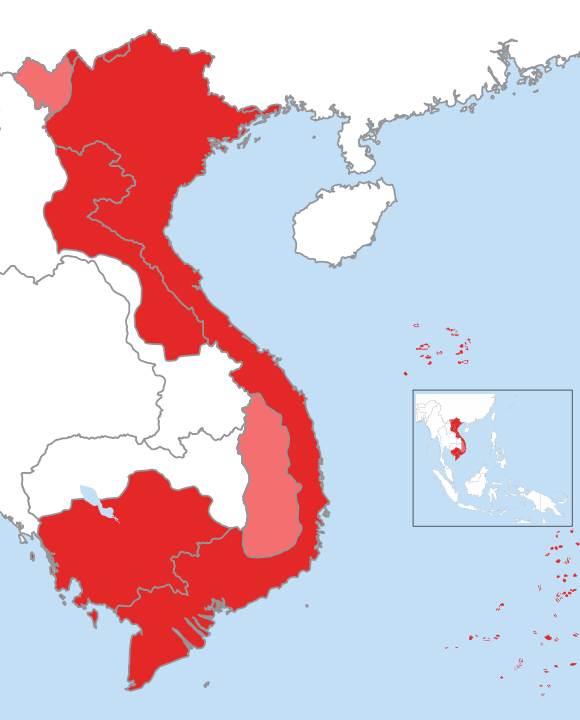
Maximales Herrschafts- und Einflussgebiet der Dynastie unter Kaiser Minh Mạng

Die kaiserliche Dynastie stammt von den Nguyễn-Lords ab, die ab Mitte des 16. Jahrhunderts Zentral- und Südvietnam beherrschten, aber nie den Kaisertitel beanspruchten. In den 1770er-Jahren wurden sie von der Tây-Sơn-Rebellion besiegt und massakriert. Nguyễn Phúc Ánh, ein überlebendes Familienmitglied, konnte die Tây Sơn schließlich nach jahrzehntelangem Krieg mit siamesischer, chinesischer und französischer Unterstützung besiegen und einen geeinten vietnamesischen Staat schaffen. Er bestieg 1802 unter dem Äranamen Gia Long den Kaiserthron, der sich nun erstmals nicht mehr im Norden, sondern in Huế in Zentralvietnam befand.
Der Staat war streng konfuzianisch organisiert und orientierte sich stark an den Praktiken der chinesischen Qing-Dynastie, der zeremoniell auch Tribut geleistet wurde. Die ersten Kaiser herrschten mit absoluter Macht und schufen eine starke Zentralregierung sowie eine effiziente, aber repressive Verwaltung.
Unter den frühen Nguyễn-Kaisern wurden das Mekongdelta und die letzten autonomen Cham-Gebiete endgültig in den vietnamesischen Staat eingegliedert. Auch gerieten große Teile von Kambodscha und Laos unter vietnamesische Oberherrschaft, was zu mehreren Kriegen mit Siam führte, etwa 1831–1834 und 1841–1845.
Während Kaiser Gia Long (1802–1820) noch eine verhältnismäßig weltoffene und fortschrittliche Politik betrieben hatte, setzten seine Nachfolger Minh Mạng (1820–1841), Thiệu Trị (1841–1847) und Tự Đức (1847–1883) auf Isolationismus und Abschottung des Landes. Das aufstrebende katholische Christentum wurde verboten und seine Anhänger verfolgt. 1833 rebellierte Lê Văn Khôi, Sohn des verstorbenen südlichen Vizekönigs Lê Văn Duyệt, gegen die Herrschaft Minh Mạngs und wurde dabei hauptsächlich von Christen unterstützt. Nach der Niederschlagung des Aufstandes 1835 ließ Minh Mạng sie massenhaft hinrichten.

### Unterwerfung durch Frankreich
Frankreich, das seit den Missionsreisen des Alexandre de Rhodes im 17. Jahrhundert ein Interesse an Vietnam entwickelt hatte, nahm die Christenverfolgungen zum Anlass, sich zunehmend in die dortige Situation einzumischen. 1847 bombardierten französische Kriegsschiffe Tourane (Đà Nẵng) und versenkten die dortige Flotte, um die Freilassung des gefangengenommenen Missionars Dominique Lefèbvre zu erreichen. Er war bereits zwei Jahre zuvor in Gefangenschaft geraten; damals hatte die amerikanische Fregatte Constitution einen erfolglosen Befreiungsversuch unternommen.
1857 ließ Kaiser Tự Đức zwei spanische Missionare hinrichten. Da das Französische Kaiserreich aufgrund des Zweiten Opiumkrieges gerade einen Kampfverband in die Region entsandt hatte, nahm man dies als Begründung für eine „Strafexpedition“ gegen Vietnam: Unter der Führung von Admiral Rigault de Genouilly fand von 1858 bis 1862 der Cochinchina-Feldzug statt. 1859 fiel Gia Định (Saigon) an die Franzosen. Im Friedensschluss von Saigon musste Kaiser Tự Đức 1862 die Abtretung der Stadt und der drei umliegenden Provinzen an Frankreich akzeptieren. In weiteren, darauf aufbauenden Verträgen setzten die Franzosen in den folgenden Jahren die Öffnung vietnamesischer Häfen, die freie Navigation auf dem Mekong und dem Roten Fluss, die ungehinderte Missionierung und schließlich die Annexion der verbliebenen drei südlichen Provinzen durch. Das so entstandene Gebiet wurde als Kolonie Cochinchina organisiert. Der kambodschanische König Norodom unterstellte sich kurz darauf ebenfalls der französischen Oberherrschaft.

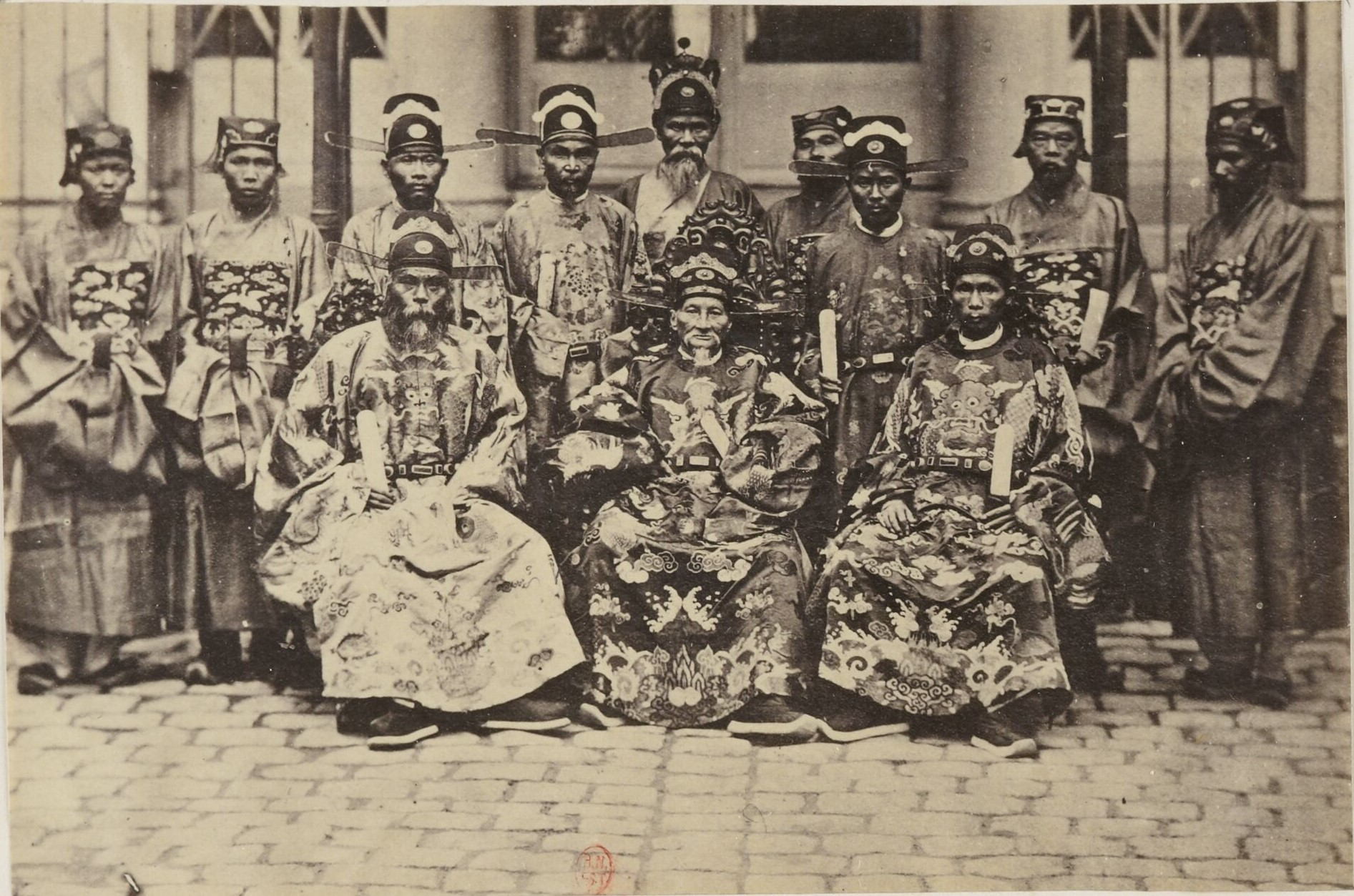
Delegation der Nguyễn-Dynastie, 1863

Für das vietnamesische Kaisertum stellte diese Niederlage einen schweren Machtverlust dar. Ab 1865 setzten sich chinesische Rebellen, die sogenannten Schwarzen Flaggen, im Norden Vietnams (Tonkin) fest. Unfähig sie zu bekämpfen beschloss Tự Đức stattdessen mit ihnen zusammenzuarbeiten und sie als Mittel gegen die Franzosen einzusetzen.
In Frankreich wurden in den folgenden Jahren zunehmend kolonialistische Stimmen laut, die eine Eroberung des nördlichen Vietnams forderten, da die Region zum einen als reich an Bodenschätzen galt und zum anderen als „Tor nach China“ angesehen wurde. 1873 besetzte der Marineoffizier und Abenteurer Francis Garnier entgegen seinen Befehlen die Zitadelle von Hanoi, wurde aber kurz darauf im Kampf von den Schwarzen Flaggen getötet. Knapp zehn Jahre später wiederholte Henri Rivière diese Aktion und wurde 1883 ebenfalls getötet. Dieses Mal entsandte die französische Regierung allerdings ein Expeditionskorps unter Admiral Courbet. Da man dem vietnamesischen Kaiserhof die Unterstützung der Schwarzflaggen vorwarf, stürmte zunächst ein Marineverband die Thuận-An-Forts bei Huế, rückte dann gegen die nun schutzlose Hauptstadt vor und zwang die kaiserlichen Beamten zur Unterzeichnung eines äußerst harten Protektionsvertrages (Harmand-Vertrag). Vietnam verlor somit seine Souveränität und wurde zum französischen Protektorat. 1884 sollte der Patenôtre-Vertrag folgen, der zwar milder formuliert war, aber die entscheidenden Bedingungen der französischen Oberherrschaft beibehielt.
Da Kaiser Tự Đức zuvor kinderlos verstorben war, kämpften nun seine Verwandten und mächtige Hofbeamte um die Macht; innerhalb von einem Jahr wurden drei Kaiser (Dục Đức, Hiệp Hòa und Kiến Phúc) ermordet.
Die französischen Truppen wandten sich währenddessen dem Norden des Landes zu und besiegten in der Tonkin-Kampagne bis 1886 trotz zwischenzeitlicher Rückschläge sowohl die Schwarzen Flaggen als auch die zu Hilfe eilenden chinesischen Streitkräfte. Das Kaiserreich China musste mit dem Vertrag von Tientsin 1885 sämtliche Ansprüche auf die Oberhoheit über Vietnam aufgeben. Nordvietnam (Tonkin) wurde als eigenständiges Protektorat abgespalten; die Nguyễn-Dynastie damit zu Marionettenherrschern über Zentralvietnam (genannt Annam) degradiert. Da die Franzosen auch den Kaisertitel nicht anerkannten, wurde die Bezeichnung König von Annam im westlichen Ausland üblich.

### Kolonialherrschaft

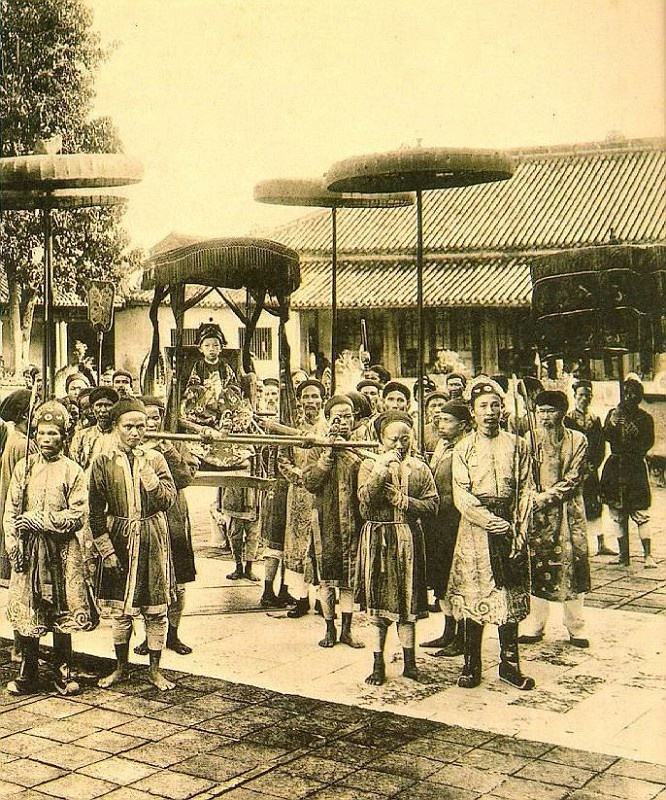
Der Kindkaiser Duy Tân auf einer Sänfte, vermutlich anlässlich der Krönungsfeierlichkeiten, 1907

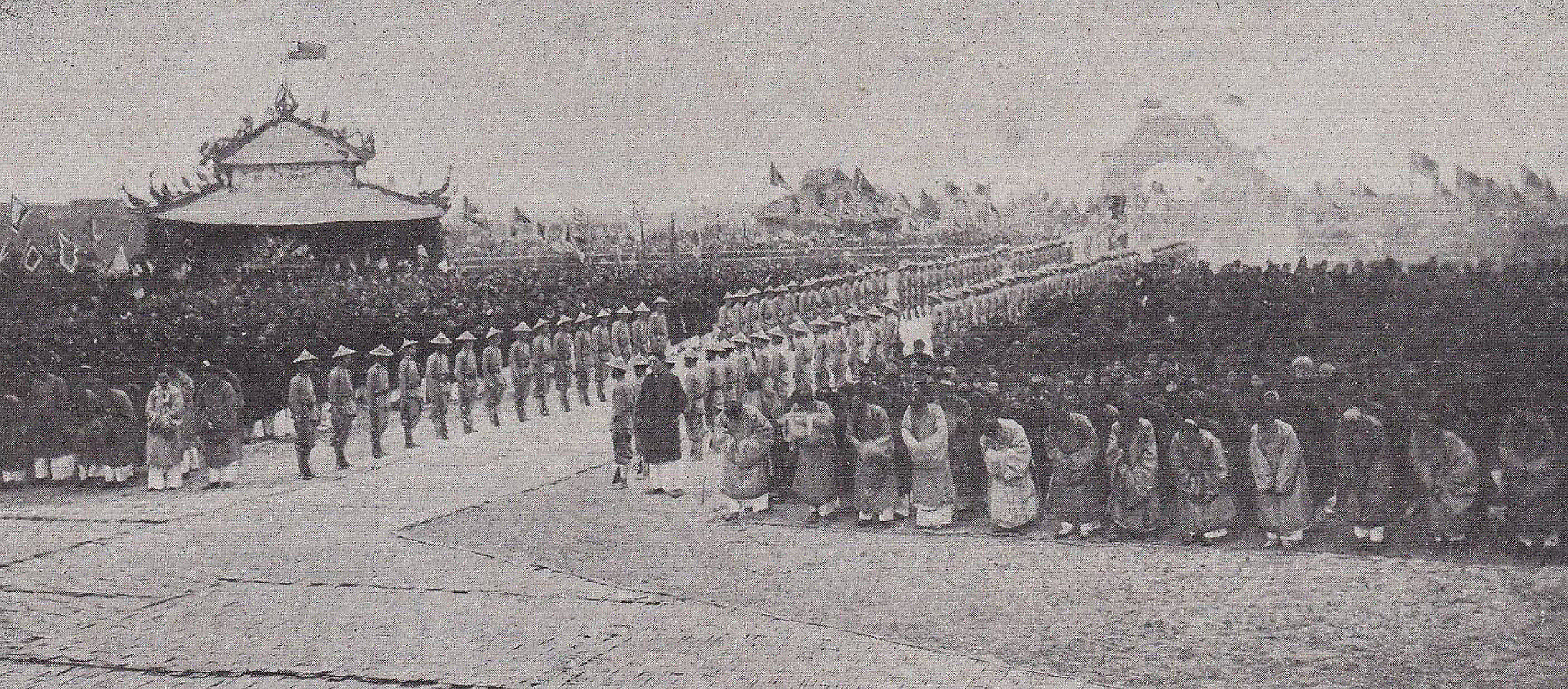
Kaiser Bảo Đại ehrt die Gräber seiner Ahnen in der Provinz Thanh Hóa, 1932

Noch 1885 kam es in Annam zu einem Aufstand (Cần-Vương-Bewegung), woraufhin die Franzosen den Kindkaiser Hàm Nghi absetzten, gefangen nahmen und nach Algerien verbannten. Sein Nachfolger Đồng Khánh (1885–1889) befand sich völlig in der Hand der Franzosen. Nach dessen frühem Tod folgte Thành Thái (1889–1907), der schließlich wegen vermeintlicher Unzurechnungsfähigkeit abgesetzt und durch seinen jungen Sohn Duy Tân (1907–1916) ersetzt wurde. Als dieser wiederum während des Ersten Weltkrieges einen Aufstand gegen die französische Herrschaft plante, wurde er zusammen mit seinem Vater auf die Insel Réunion verbannt.
Die Franzosen setzten nun Khải Định (1916–1925) auf den Thron, der wie bereits sein Vater Đồng Khánh eine harmlose und äußerst schwache Repräsentationsfigur war. Er besaß keinerlei Rückhalt in der Bevölkerung; die Vietnamesen wandten sich stattdessen den Führern der Nationalbewegung Phan Bội Châu und Phan Châu Trinh zu. Nach seinem frühen und unbetrauerten Tuberkulose-Tod folgte ihm sein Sohn Bảo Đại (1925–1945) nach, der allerdings erst noch knapp sieben Jahre lang in Frankreich seine Ausbildung abschloss, ehe er nach Vietnam zurückkehrte. Bảo Đại versuchte sich zunächst ernsthaft an Reformen, die aber zu nichts führten, worauf er sich mit dem Status quo zufriedengab und ein Leben fernab der Politik führte. Gegen Ende des Zweiten Weltkrieges machten ihn die Japaner überraschend zum Kaiser der vietnamesischen Marionettenregierung, obwohl er zuvor keinerlei Sympathie für die japanische Sache gezeigt hatte. Er dankte schließlich im August 1945 zugunsten von Hồ Chí Minh und der Demokratischen Republik Vietnam ab. Die zurückkehrenden Franzosen machten ihn allerdings 1949 während des Indochinakrieges noch zum „bürgerlichen“ Staatsoberhaupt des Staates Vietnam. Nach der französischen Niederlage 1954 verließ Bảo Đại endgültig das Land und zog nach Frankreich, wo seine Familie bereits seit einigen Jahren lebte. Er blieb trotz seiner Abwesenheit noch bis zur Gründung der Republik Vietnam durch Ngô Đình Diệm 1955 Staatsoberhaupt.
Die Nachkommen der Dynastie leben heute in Frankreich und gehören der katholischen Kirche an.

## Name des Nguyễn-Staates
1802 entsandte der frisch gekrönte Kaiser Gia Long eine zeremonielle Tributmission an den chinesischen Hof und ersuchte Kaiser Jiaqing um die Anerkennung seines Kaisertums, was auch sogleich erfolgte. Gia Long konnte dadurch seine Thronbesteigung legitimieren, Jiaqing hingegen den Schein einer Oberherrschaft über die Vietnamesen aufrechterhalten. Zugleich bat Gia Long darum, die seit Jahrhunderten übliche Reichsbezeichnung Đại Việt (Große Việt) durch den antiken Namen Nam Việt (Südliche Việt) ersetzen zu dürfen. Der chinesische Kaiser vertauschte allerdings die beiden Silben zu Việt Nam, um Verwechslungen mit dem antiken Reich zu verhindern, umfasste es doch einen größeren Teil des späteren Südchinas.
Der vertauschte Name fand am Kaiserhof in Huế jedoch wenig Zustimmung, so dass Gia Longs Nachfolger Minh Mạng 1839 das Land in Đại Nam (Großer Süden) umbenannte, was bis 1945 formal die offizielle Staatsbezeichnung blieb. Die vietnamesische Bevölkerung wurde währenddessen als Hán bezeichnet, ein Zeichen für die starke Sinisierung des Landes zu dieser Zeit.
Die Franzosen verwendeten keine der beiden Namen, sondern sprachen stets vom Königreich Annam (royaume d’Annam) und den Annamiten (les Annamites). Die Bezeichnung Annam war dabei eine Verballhornung des chinesischen Annan (安南, Befriedeter Süden) und bezeichnete ursprünglich eine chinesische Provinz, die den Norden des heutigen Vietnams umfasste.
Der Name Việt Nam wurde erst Anfang des 20. Jahrhunderts von der Nationalbewegung „wiederentdeckt“ und in bewusster Abgrenzung zu den als abwertend empfundenen Bezeichnungen Đại Nam und Annam verwendet.

## Stammliste
Die meisten Kaiser hatten mit zahlreichen Frauen dutzende Kinder, aufgeführt sind daher nur bedeutende Mitglieder der Dynastie.
1. Nguyễn Phúc Khoát, Nguyễn-Lord von 1738–1765
  1. Nguyễn Phúc Chương
  2. Nguyễn Phúc Luân
    1. Nguyễn Phúc Ánh (Gia Long), erster Kaiser (1802–20)
      1. Nguyễn Phúc Cảnh, Kronprinz
        1. Nguyễn Phúc Mỹ Đường
          1. Nguyễn Phúc Lệ Trung (Lệ Chung)
            1. Nguyễn Phúc Ánh Như (Tang Như)
              1. Nguyễn Phúc Đan (Cường Để), Thronprätendent

      2. Nguyễn Phúc Đảm (Minh Mạng), zweiter Kaiser (1820–41)
        1. Nguyễn Phúc Miên Tông, (Thiệu Trị), dritter Kaiser (1841–47)
          1. Nguyễn Phúc Hồng Bảo
          2. Nguyễn Phúc Hồng Nhậm (Tự Đức), vierter Kaiser (1847–83)
          3. Nguyễn Phúc Hồng Y
            1. Nguyễn Phúc Ưng Ái (Dục Đức), fünfter Kaiser (1883)
              1. Nguyễn Phúc Bửu Lân (Thành Thái), zehnter Kaiser (1889–1907)
                1. Nguyễn Phúc Vĩnh San (Duy Tân), elfter Kaiser (1907–1916)

          4. Nguyễn Phúc Hồng Cai
            1. Nguyễn Phúc Ưng Kỷ (Đồng Khánh), neunter Kaiser (1885–1889)
              1. Nguyễn Phúc Bửu Đảo (Khải Định), zwölfter Kaiser (1916–1925)
                1. Nguyễn Phúc Vĩnh Thụy (Bảo Đại), dreizehnter und letzter Kaiser (1925–1945)
                  1. Nguyễn Phúc Bảo Long, letzter Kronprinz

            2. Nguyễn Phúc Ưng Đăng (Kiến Phúc), siebter Kaiser (1883–84)
            3. Nguyễn Phúc Ưng Lịch (Hàm Nghi), achter Kaiser (1884–1885)

          5. Nguyễn Phúc Hồng Dật (Hiệp Hòa), sechster Kaiser (1883)

  3. Nguyễn Phúc Hạo (Hiệu)
    1. Nguyễn Phúc Dương, Mitherrscher 1776–1777

  4. Nguyễn Phúc Thuần, Nguyễn-Lord von 1765–1777